# Грузинов, Василий Софронович
Василий Софронович Грузинов (1 января 1902, Верхоречье — январь 1942, Феодосия, Крымская АССР) — коллаборационист, феодосийский городской голова (бургомистр), назначенный немецкими оккупационными властями.

## Биография
Родился под Бахчисараем. В конце 1930-х годов был специалистом по плодоовощеводству и виноделию, директором заготовительной конторы «Союзплодоовощ». С 1939 года кандидат в члены ВКП(б). Был женат на Софии Эдуардовне Циммер, немке по происхождению. При отступлении советских войск остался при винных складах с заданием уничтожить продукцию. После прихода немецких войск передал запасы вина новым властям, а 12 декабря 1941 года получил предложение занять должность бургомистра Феодосии.
Известен, главным образом, после заметки «Предатель» К. М. Симонова в газете «Красная звезда» от 10 января 1942 года.

высокий человек в кожаной тужурке, в галифе, в порыжелых сапогах, в кубанке. На вид ему было под пятьдесят. У него было крепкое, еще не старое лицо с крючковатым носом и твердо сжатыми губами.— К. Симонов Дневник писателя
После внезапной высадки советских войск 29 декабря 1941 года прямо в Феодосийском порту в ходе Керченско-Феодосийской операции не успел сбежать с немецкими войсками, был задержан местными жителями и передан армейскому особому отделу.
Основным преступлением Грузинова являлось составление расстрельных списков советских граждан: коммунистов, комсомольцев, евреев, сначала на 917 человек, а потом ещё на 230. Также он занимался сортировкой и разбором доносов немецким властям.
После ускоренного следствия расстрелян.
Кино и фотодокументы, зафиксировавшие преступления немецких оккупантов и их пособников в Керчи и Феодосии в настоящее время хранятся в Российском государственном архиве кинофотодокументов. Имеются подлинники актов по вскрытию мест массовых казней, эксгумации и опознанию тел погибших. В том числе там находятся и фотоматериалы по коллаборационисту В. С. Грузинову.